# Йов Титоров
Йов Титоров още Иван Иванов Стоянов Титоров е български политик към Либералната партия (радослависти).

## Биография
Роден е на 13 януари 1854 г. в Болград. Участва в Сръбско-турската война. След освобождението на България работи като член на Ломския околийски съд. В периода 1880 – 1882 е член и председател на Окръжния съд във Видин. Взема участие в Сръбско-българската война като полисмейстер в Пирот. След това става и председател на Окръжния съд в София. От 1886 г. е председател на Върховната сметна палата. Депутат в IX обикновено народно събрание. От 21 септември 1900 г. е министър на търговията и земеделието.

## Творчество
Автор е на книгите:
- Българите в Бесарабия. София, 1903.
- Георгий Иванович Цанко-Килчик. София, 1910.
- Политико-обществени спомени. София, 1922.